# Manuel Osorio
Manuel Fernández Osorio (Jerez de la Frontera, Cádiz, España, 31 de julio de 1943) es un exfutbolista español que se desempeñaba como defensa.

## Clubes
| Club              | País   | Año       |
| ----------------- | ------ | --------- |
| R. C. D. Espanyol | España | 1964-1972 |
| Burgos C. F.      | España | 1972-1974 |

## Internacionalidades
- 2 vez internacional con España.
- Debutó con la selección española en Madrid el 22 de octubre de 1967 contra la Checoslovaquia.[2]